# 뻣뻣한 윗입술
뻣뻣한 윗입술(stiff upper lip), 윗입술이 뻣뻣하다고 불리는 사람은 역경에 직면하여 강인함과 금욕주의를 나타내거나 감정 표현에 큰 자제력을 발휘하는 사람을 지칭한다. 이 문구는 "뻣뻣한 윗입술을 유지하라"는 관용구로 주로 사용되며, 전통적으로 역경에 직면했을 때 단호하고, 감정적이지 않은 영국인의 속성을 설명하는 데 사용되었다. 두려움의 표시는 윗입술이 떨리는 것이므로 윗입술을 "뻣뻣하게" 유지하라는 것이다.

## 예
다음은 "뻣뻣한 윗입술"의 예시이다.
- 1588년 스페인 무적함대를 물리치기 전에 볼 게임을 마친 프랜시스 드레이크 경.
- 1815년 워털루 전투에서 헨리 파제트 백작은 포탄에 맞은 후 웰링턴 공작에게 자신의 부상(그는 다리를 잃었음)에 대해 침착하게 평가했다.[4]
- 키플링의 시 If—(1910)
- 1852년 HMS 버켄헤드호가 침몰하는 동안 군인들은 선상에 줄지어 서서 여성과 어린이들이 안전하게 배에 탑승하고 침몰을 피할 수 있도록 했다.
- 1912년 테라노바 원정 당시 로런스 오츠(Lawrence Oates) 대위는 자신의 건강이 좋지 않아 동료 3명의 생존 가능성이 위태로워짐을 깨닫고 침착하게 텐트를 떠나 확실한 죽음을 선택하며 "나는 그냥 밖에 나가며, 시간이 좀 걸릴지도 모른다"고 말했다.
- 1912년 에드워드 스미스 선장은 RMS 타이타닉호가 침몰하기 전에 대피를 지시했다.
- Allison Digby Tatham-Warter 소령은 제2차 세계대전 중 중절모를 쓰고 우산을 들고 전투에 나갔으며, 가장 유명한 것은 Arnhem Bridge 전투였다.
- 1982년 런던에서 오클랜드로 향하는 British Airways 9편에 탑승한 Moody 기장은 화산재 때문에 항공기의 모든 엔진이 멈춘 것을 깨닫고 승객들에게 "작은 문제가 있다. 네 개의 엔진이 모두 멈췄다. 우리는 그것들을 다시 시작하기 위해 최선을 다하고 있다. 너무 괴로우시진 않으실 거라 믿는다."고 말했다.
- 1989년 유나이티드 항공 232편은 모든 유압 장치가 작동하지 않는 치명적인 엔진 고장을 겪었고, 그 결과 엔진 스로틀을 제외하고는 항공기를 사실상 제어할 수 없게 되었다. Al Haynes 대위는 시련 내내 건전한 자기 비하적 유머 감각을 유지했으며 조종석 음성 녹음기에서 분명히 들을 수있었다. 비번인 조종사와 비행 엔지니어인 승객과 함께 승무원은 수 게이트웨이 공항에 항공기를 추락시키는 데 성공했다. 시뮬레이션 시나리오에서는 어떤 승무원도 공항에 도착할 수 없었으며, 이 이벤트는 비상 상황에서 승무원 자원 관리의 가장 좋은 예 중 하나로 자주 인용된다.

## 기원
뻣뻣한 윗입술에 대한 아이디어는 고대 그리스로 거슬러 올라간다. 즉, 스파르타인들의 규율과 자기 희생에 대한 숭배가 스토아 사상과 영국 공립학교 시스템에 영감을 준 것이다. 
스토아 사상은 로마인들, 특히 황제 마르쿠스 아우렐리우스에 의해 채택되었는데, 그는 "만약 당신이 어떤 외부적인 것에 괴로워한다면, 당신을 괴롭히는 것은 그것이 아니라 그것에 대한 당신 자신의 판단이다. 그리고 지금 그 심판을 없애는 것은 당신의 권한에 있다."고 말했다.
이 개념은 1590년대에 영국에 전해졌고 윌리엄 셰익스피어의 희곡에 등장했다. 그의 비극적 영웅 햄릿은 "좋거나 나쁜 것은 없지만 생각이 그렇게 만든다"고 말한다.
빅토리아 시대 금욕주의의 연상과 뻣뻣한 윗입술을 특징으로 하는 시로는 키플링의 시"If—"와 윌리엄 어네스트 헨리의 시 "인빅투스"가 있다. 이 문구는 영국 국민, 특히 빅토리아 시대에 영국 공립학교 시스템의 학생이었던 사람들을 상징하게 되었다. 그러한 학교는 금욕주의의 영향을 크게 받았고, '인격 형성' 경쟁 스포츠(시 "비타이 람파다"에서 영원화됨), 체벌 및 냉수 샤워를 통해 학생들에게 규율과 의무에 대한 헌신을 심어주는 것을 목표로 했다.

## 같이 보기
- 회복 탄력성
- 시수 (문화)

## 추가 자료
- Thomas Dixon (2015). 《Weeping Britannia: Portrait of a Nation in Tears》. Oxford University Press. ISBN 978-0199676057.